# Raszien

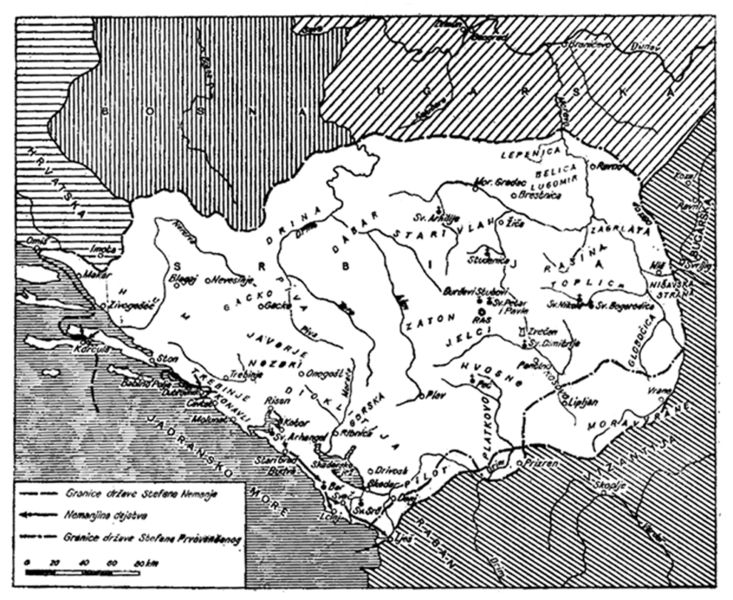
Ausdehnung Rasziens während der Herrschaft von Stefan Nemanja (1167–1196)

Raszien (serbisch Рашка Raška, lateinisch Rascia, Rassia) ist das Kernland des früh- und hochmittelalterlichen Serbiens um die Burg Ras bei Novi Pazar, Sitz des Fürstentums Raszien und Synonym für Serbien, seit osmanischer Zeit auch Sandžak genannt. Nach Raszien wurden Serben in venezianischen, deutschen und ungarischen Quellen bis zum 18. Jahrhundert Raizen genannt. Nach der Ausbreitung Serbiens im 13. Jahrhundert ist Raszien zu einer Nebenprovinz des serbischen Reiches geworden.

## Lage
Raszien lag im Raum zwischen den Flüssen Ibar und Lim im heutigen Südwesten Serbiens und Kosovos. Die Region war territorial etwa mit dem späteren Sandschak von Novi Pazar bzw. der heutigen geografischen Raška-Region identisch. Sie erstreckt sich vom Osten her über ein Gebiet im Bereich der Flüsse Ibar und Lim, Kosovo, Serbien und über die südwestliche Gebirgsregion an der Grenze zu Montenegro bis zur Herzegowina. Von Norden her umfasst sie die meisten Gebiete der heutigen Bezirke Zlatibor, Raška und Moravica. Der südliche Teil befindet sich heute überwiegend im Norden Montenegros und zu einem kleinen Teil in Nordalbanien.

## Etymologie
Eine Theorie besagt, dass der Name der historischen Region von der Stadt Ras abgeleitet wird, wonach Raszien ein slawisierter römischer Name ist. Dies ist der südslawischen Chronik des Priesters von Dioklitien (Presbyter Diocleas) zu entnehmen, die ins 12. Jahrhundert datiert wird, aber auch viele legendenhafte Züge enthält.
Eine andere Theorie geht davon aus, dass dies ein serbischer Name für eine vor der  Völkerwanderung besiedelte Region oder eines Stammesvorstehers war, mit dem sie das neue Gebiet besiedelten und nach ihm benannten. Im ostdeutschen, tschechischen und polnischen Raum taucht der Name in abgewandelter Form ebenso auf. Beispiele sind Rudolf Raschka, Jiří Raška, Rašov (CZ), Rašovice (CZ), Raška Gratica (BG). Die Ursprünge Raschka bzw. Raška gehen wohl auf die Namen Rastko, Radslav, Radoslav, Raslav und Rastislav zurück. 
Zudem gibt es die Theorie, dass der Name der Raszier, ebenso wie der Name der Russen, sich von der Eigenbezeichnung der Roxolanen ableitet. Hierauf weist auch die Etymologie einiger Ortsnamen hin, wie Rakša in der Slowakei oder Racșa in Rumänien.
Der Name Raszien wanderte später in den Norden in die serbisch besiedelten Gebiete in Syrmien und im Banat und blieb dort bis in das 17. Jahrhundert erhalten. Aus dem „raszischen“ formte sich die frühere deutsche und ungarische Bezeichnung für die Serben wie etwa Raizen, Ratzen oder Rác.

## Geschichte
Raszien stand zunächst unter byzantinischer Herrschaft. Unweit von Arsa gründete Kaiser Justinian I. den befestigten Bischofssitz Iustiniana Prima, das bald das byzantinische Zentrum im nördlichen Balkanhalbinsel wurde. Das begünstigte möglicherweise, dass Arsa, serbisch Ras genannt, sich zu einem der Zentren frühester serbischer Staatlichkeit und Hauptsitz serbischer Fürsten, den Župani, entwickelte, obwohl das alte Serbien bis in das 14. Jahrhundert keine ständige Hauptstadt kannte, ähnlich dem damaligen Deutschland oder Ungarn. 
Slawische Völker siedelten sich im 6. Jahrhundert an. Später geriet das Gebiet unter bulgarische Herrschaft oder Abhängigkeit. Als erster Herrscher eines relativ unabhängigen serbischen Fürstentums wird der in der Mitte des 9. Jahrhunderts lebende Vlastimir, der Begründer des Hauses der Vlastimirić, angesehen. Er erkannte die Oberhoheit von Byzanz an. Sein Herrschaftsgebiet soll nach dem byzantinischen Kaiser und Historiker Konstantin VII. Bosnien und Raszien umfasst haben – obwohl Raszien selbst nicht beim Namen genannt wird, vielmehr schreibt Konstantin VII. von Serbien, in dem Bosnien zumindest geographisch eine Sonderstellung innehatte.
Mitte des 11. Jahrhunderts geriet Raszien in den Einflussbereich des dioklitischen Fürsten Stefan Vojislav. Dessen Enkel Konstantin Bodin setzte zur Landesverwaltung den Župan Vukan ein, der Raszien wieder zum führenden politischen Gebilde machte. Uroš der Ältere konnte die politische Bedeutung Rasziens weiter ausbauen. Der Name Raška übertrug sich dann auf ein größeres Gebiet, und ab dem 12. Jahrhundert wurde es allgemein als Bezeichnung für das zentrale Serbien verstanden. So trugen auch die Nemanjiden, die bedeutendste serbische Dynastie des Mittelalters, offiziell den Titel der Könige Rasziens, der Küstenländer und aller Serben.
Um 1167 wurde Stefan Nemanja, der Begründer des Hauses der Nemanjiden, serbischer Großžupan. Er vereinigte um 1183 Raszien mit Zeta und dehnte das Herrschaftsgebiet in Richtung Osten aus.  
1217 wurde Raszien zum Kernland des Königreichs der Nemanjiden. Weil Ungarn seit der Zeit Nemanjas Anspruch auf den Königstitel von Serbien hegte, titulierten sich die Nemanjiden in der Regel als Könige von Raszien, der Küstenländer und aller Serben. Als Raszien wurde der Nemanjidenstaat in Europa in Folge dann bekannt.
1219 kam das Bistum Ras, das bis dahin dem Erzbistum Ohrid unterstand, zum Erzbistum Peć und damit unter die Jurisdiktion der autokephalen serbisch-orthodoxen Kirche. 1346 wurde es zum Erzbistum erhoben.
Mitte des 15. Jahrhunderts wurde Raszien von den Osmanen erobert. Unter diesen wurde es bis zum Ersten Balkankrieg und dem Zurückschlagen der Osmanen durch Serbien zum Kerngebiet des Sandschaks von Novi Pazar.

## Schule von Raška
Zwischen dem 12. und 14. Jahrhundert entwickelte sich in Raszien ein eigener Kunststil, der so genannten Schule von Raška. Er zeichnete sich durch eine Mischung byzantinischer und westlicher Stilelemente aus.